# Imadaddin Nasimi
Imadaddin Nasimi (in azero: عمادالدین نسیمی, in turco: İmmadın Nasimi; Shamakhi o Aleppo, 1369 ca – 1417) è stato un poeta azero.
ʿAlī ʿImād al-Dīn Nasīmī (in arabo عمادالدین نسیمی‎?), spesso noto semplicemente come Nesimi, è stato un poeta ḥurūfī azero, o turkmeno. Noto con lo pseudonimo (o takhalluṣ) di Nesīmī, compose un dīwān in lingua azera, uno in persiano e un certo numero di poemi in arabo. È considerato uno dei più grandi poeti mistici turchi dell'ultima parte del XIV secolo e dei primi anni del XV, oltre che uno dei primi autori di dīvān in lingua turca (la lingua usata nel dīvān è praticamente simile all'attuale lingua azera).

## Biografia
Si sa molto poco della vita di Nesīmī, compreso il suo vero nome. Molte fonti indicano che il suo nome, traslitterato "alla turca", era İmâdüddîn, ma non manca chi afferma che il suo nome fosse Alî o Ömer. È possibile che discendesse dal profeta islamico Maometto, dal momento che veniva chiamato Sayyid, titolo riservato appunto ai discendenti diretti del Profeta.
Il luogo di nascita di Nesīmī, come anche il suo vero nome, sono avvolti nel mistero: alcuni pretendono che fosse nato in una provincia chiamata Nesīm — da cui deriverebbe il suo pseudonimo, che altro non è se non una nisba — nelle prossimità di Aleppo, oggi in Siria (ma all'epoca nella Giazira), o vicino a Baghdad, nell'attuale Iraq, ma non esistono tracce di una simile provincia. Vi è anche chi pretende che sia nato a Shamakhi (nell'attuale Azerbaigian), ma forse solo perché suo fratello vi è sepolto.

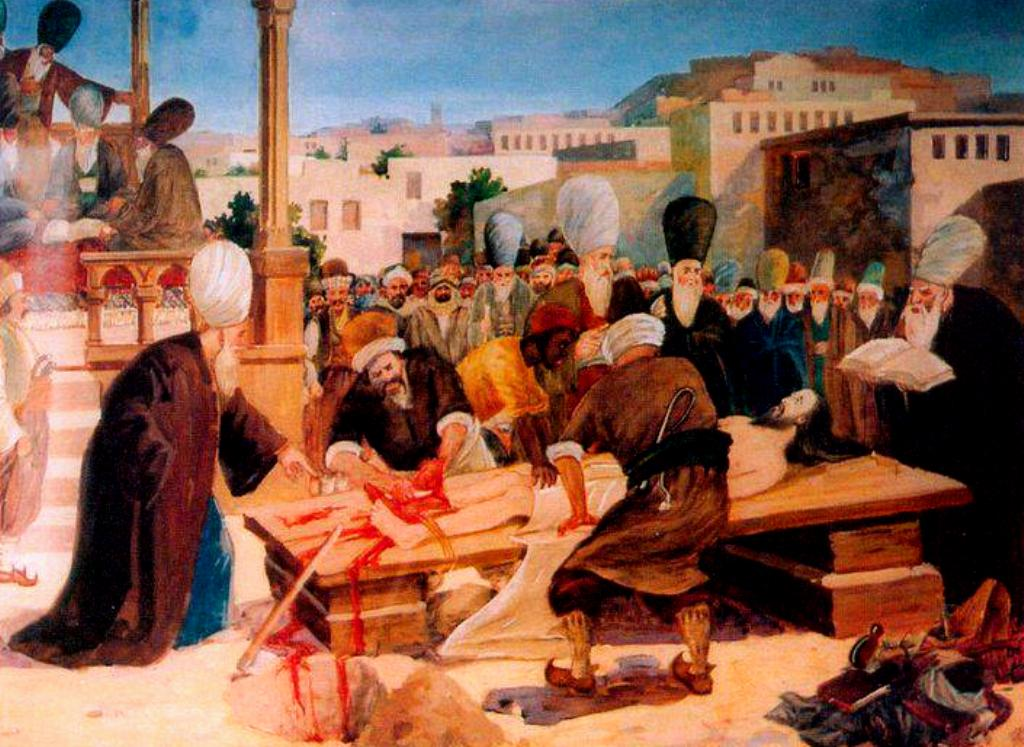
Esecuzione di Nesīmī (Azim Azimzade).

Dalle sue poesie risulta evidente che Nasīmi era un seguace del movimento Ḥurūfī, che era stato fondato dal maestro di Nasīmi, Fażlullāh Astarābādī di Astarābād, che fu condannato per eresia e giustiziato ad Alinja, vicino Naxçıvan. Il centro di influenza di Fażlullāh fu Baku (Azerbaigian) ma la maggior parte dei suoi seguaci veniva da Shirvan (Azerbaigian).
Nesīmi divenne uno dei sostenitori più autorevoli della dottrina Ḥurūfī e le idee del movimento sono state diffuse in gran parte attraverso la sua poesia. Mentre Fażlullāh credeva di essere lui stesso la manifestazione di Dio, per Nesīmi al centro della creazione era Dio, il quale ha diffuso la Sua luce sull'uomo. Attraverso il sacrificio e l'autoperfezionamento l'uomo può diventare tutt'uno con Dio. Tra il 1404 e il 1417,  come risultato diretto delle sue convinzioni - che sono state considerate blasfeme da parte delle autorità religiose contemporanee - Nesīmi fu imprigionato e, secondo la maggior parte delle fonti scorticato vivo ad Aleppo.
Un certo numero di leggende è nato intorno all'esecuzione di Nesīmi, come ad esempio la storia secondo cui aveva preso in giro i suoi carnefici con versi improvvisati e, dopo l'esecuzione, si era posto la sua pelle scuoiata sulle spalle e se ne era andato via.  Un resoconto storico raro della manifestazione - il Tarīḫ-i Ḥeleb (Storia di Aleppo) di Aḥmad ibn Ibrāhīm al-Ḥalabī - riferisce che il giudice, che era di scuola religiosa malikita, non era disposto a condannare Nesīmi per apostasia, e che l'ordine di esecuzione fosse invece venuto dal potere secolare dell'emiro di Aleppo, che sperava di evitare un'aperta ribellione.
Ancora oggi la tomba di Nasīmi ad Aleppo resta un importante luogo di pellegrinaggio.

## Eredità

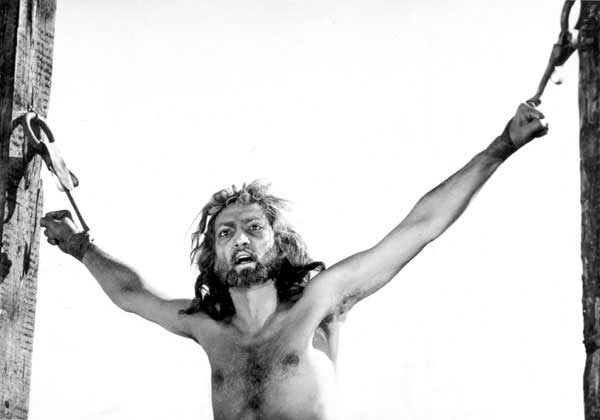
Nesimi, film dell'Azerbaijanfilm del 1973 che fu realizzato in occasione del seicentesimo anniversario della nascita del poeta

Il lavoro di Nesīmi rappresenta una tappa importante nello sviluppo della poesia, non solo in lingua azera, ma anche nella tradizione poetica delle letteratura turca. Dopo la morte, il suo lavoro ha continuato a esercitare una grande influenza su molti poeti di lingua turca, e autori come Fuzûlî (1483? -1556), Khata'i - nome di penna di Scià Isma'il I (1487-1524) - e Pir Sultan Abdal (1480-1550) possono essere annoverati tra i suoi seguaci.
Nesīmi è venerata nel moderno Azerbaigian, e uno dei quartieri della capitale, Baku, porta il suo nome. C'è anche un monumento a lui dedicato in città, scolpito da T. Mamedov e I. Zeynalov. Inoltre, l'Istituto di Linguistica presso l'Accademia delle Scienze dell'Azerbaigian porta il suo nome, e fu realizzato un film dedicato al poeta dall'Azerbaijanfilm studio nel 1973. Il 600° anniversario della nascita di Nesīmi è stato celebrato in tutto il mondo nel 1973 per decisione dell'UNESCO, e rappresentanti di molti paesi hanno preso parte alle celebrazioni tenute sia in Azerbaigian sia a Mosca, e altrove
Gli è stato dedicato un asteroide, il 32939 Nasimi.